# John Sauter

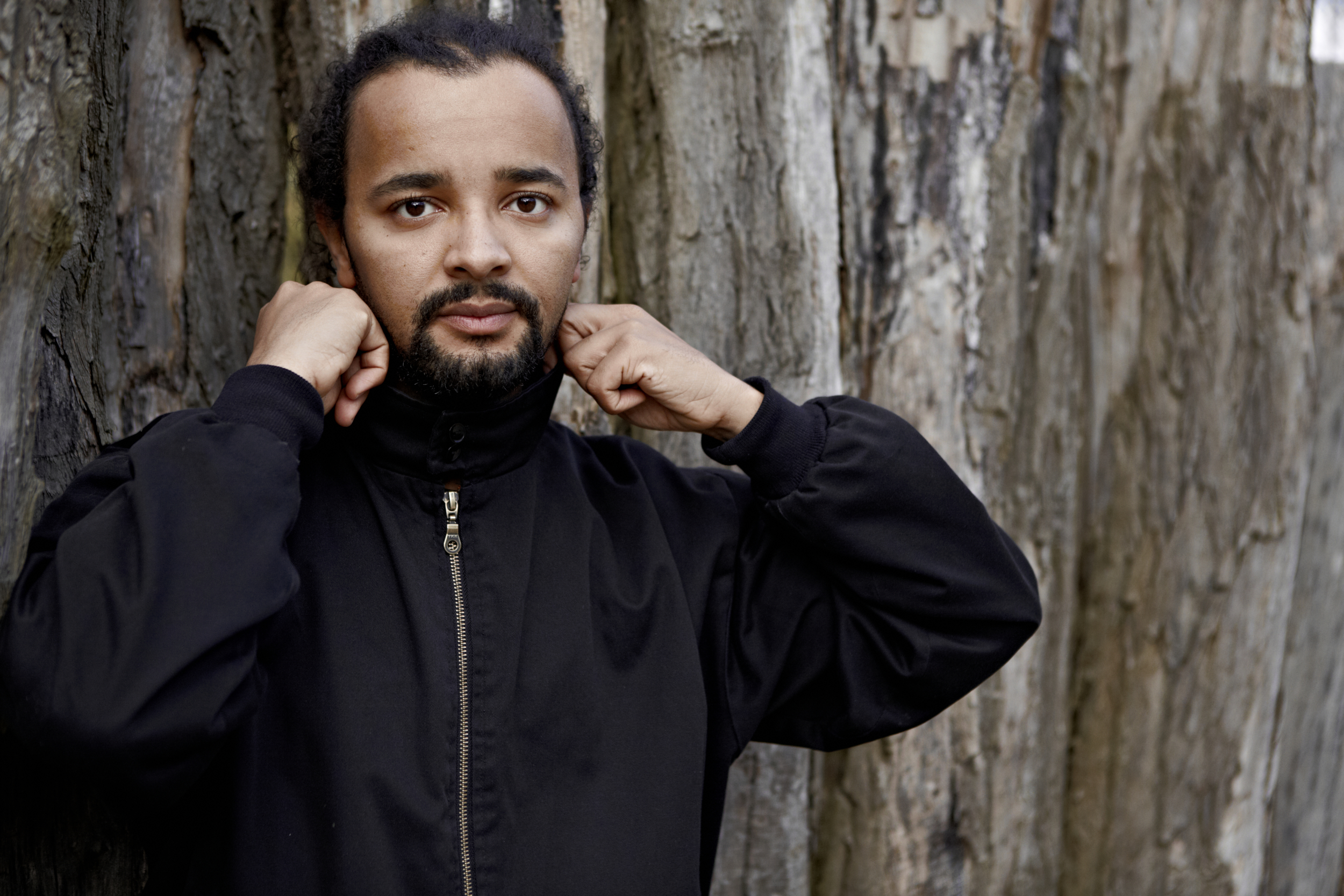
John Sauter. Foto: Alena Sternberg

John Sauter (* 3. August 1984 in Freiberg) ist ein deutscher Rapper und Schriftsteller aus Leipzig. Als Rapper tritt er mit dem Künstlernamen Johnny Katharsis auf.

## Leben und Werk
Sauter studierte Journalistik und Kunstgeschichte in Leipzig sowie Sprachkunst in Wien und ist außerdem unter dem Namen Johnny Katharsis als Musiker aktiv. Weiterhin ist er als Stimme in Radiofeatures zu hören.
Sauter ist seit 2008 als Rapper aktiv. Seit dieser Zeit veröffentlichte er zahlreiche Soloalben, Mixtapes und Kollaborationen. Er ist Mitglied der Gruppe Die Funkverteidiger und außerdem unregelmäßig in Bands aktiv. Breitere Wahrnehmung erfuhr er mit den Veröffentlichungen der Alben 1984, Kathedrale und Nostromo. Unter seinem bürgerlichen Namen veröffentlicht er Beiträge in Zeitschriften und Zeitungen sowie Bücher.
2018 wurde er mit dem Preis Bestes Kurzhörspiel beim Leipziger Hörspielsommer für Das Haus ausgezeichnet und schaffte es mit dem gleichen Stück auf die Shortlist des
ARD PiNball. 2019 erhielt er das Startstipendium für Literatur der österreichischen Bundesregierung.
John Sauter debütierte 2019 mit dem Gedichtband Startrampen im Wiener Verlag Edition fabrik.transit. Gedichte wurden seit 2017 in Literaturzeitschriften (z. B. in: Der Maulkorb #25, Dresden; Mosaik #29, Salzburg; Standort West #02, Leipzig) veröffentlicht, außerdem erschien sein Gedicht Bernstein 2019 im Jahrbuch österreichischer Lyrik (hg. von Alexandra Bernhardt).
Sauter verfasst zudem kulturjournalistische Beiträge in Zeitungen und Zeitschriften sowie Katalogbeiträge für bildende Künstler.
Seine Literatur ist laut eigener Aussage „sehr nah an [...] Songtexten“ und „sehr erzählerisch“.
Außerdem performt er seine Texte regelmäßig auf Live-Lesungen im gesamten deutschsprachigen Raum.
2022 erschien ein längerer Beitrag über ihn im Format 3 Blocks des Mitteldeutschen Rundfunks.
Sauter lebt und arbeitet in Leipzig, jedoch auch in Wien und Berlin.

## Diskografie

### Studioalben
Soloalben
- 2008: In Diesen Trüben Tagen (WWDM Records)
- 2017: Elefanten (Leipziger Schule)
- 2018: Herz + Turbine (Das Label Mit Dem Hund)

Kollaboalben
mit Hektik:
- 2008: Tapetenwechsel (WWDM Records)

mit Target alias Philipp Weißbach:
- 2009: Metropolis (Bad Vibes)
- 2012: Neotokyo (Bad Vibes, Leipziger Schule)

mit Soulshine alias Sandro Corrieri:
- 2010: Zentralperspektive Reise Reise (Leipziger Schule)

mit Dixie Burner:
- 2013: Sanfter Terrorismus (HHV.DE/Funkverteidiger)

mit Monkay:
- 2014: 1984 (HHV.DE/Funkverteidiger)
- 2019: 1989 (WeTakeMoney)

mit Pawcut:
- 2014: Kosmonautenallee (WeTakeMoney)
- 2016: Kosmonautensommer (WeTakeMoney)
- 2017: Boese Zwillinge (WeTakeMoney)
- 2022: Boese Zwillinge 2 (WeTakeMoney)
- 2022: Twinstrumentals (WeTakeMoney)

mit Matlock:
- 2015: Those Days (Leipziger Schule)

mit HeMightBe:
- 2016: Kathedrale (Kick The Flame)
- 2021: Nostromo (Das Label Mit Dem Hund)

mit Melodic:
- 2017: Fremder (Das Label Mit Dem Hund)

mit Zenit:
- 2018: Eisen (WeTakeMoney)
- 2019: Stadt aus Eisen (WeTakeMoney)

mit DJ Testa alias Lukas Ljubanovic:
- 2023: Zonenfeeling (WeTakeMoney)

mit Mase alias Marcus Dietrich:
- 2023: Mit Streitaxt, Mic und Timing (WeTakeMoney/Funkverteidiger)
- 2025: ZSNZB (WeTakeMoney/Funkverteidiger)

mit Sensus
- 2025: Gassenhauer (WeTakeMoney)

### EPs
- 2013: Zarathustra
- 2014: Sommer EP
- 2017: Junge Helden

## Publikationen
- Startrampen, Edition fabrik.transit, Wien 2019, ISBN 978-3-903267-09-1
- Zone, Verlag Voland & Quist/Edition Azur, Berlin 2021, ISBN 978-3-942375-49-8
- Geister, Verlag Voland & Quist/Edition Azur, Berlin 2023, ISBN 978-3-942375-66-5
- Startrampen I & II, Gans Verlag, Berlin 2024. ISBN 978-3-946392-39-2

## Auszeichnungen
- 2017 Album des Jahres (als Johnny Katharsis) [Skillz Award Leipzig]
- 2018 Bestes Kurzhörspiel beim [Leipziger Hörspielsommer][21]
- 2019 Startstipendium für Literatur der österreichischen Bundesregierung
- 2020 Stipendium der [Kulturstiftung des Freistaates Sachsen]
- 2021 Shortlist Hörspielwiese Köln[22]
- 2022 LCB – Aufenthaltsstipendium des Berliner Senats für deutschsprachige Autorinnen und Autoren[23]
- 2023 Präsenzstipendium Stuttgarter Schriftstellerhaus[24]
- 2023 Nominierung für den Literaturpreis „Text & Sprache“ des Kulturkreises der deutschen Wirtschaft für „Zone“[25]
- 2024 Stipendium des Brecht-Weigel-Hauses Buckow[26]